# Aegis (banda)
Aegis es una agrupación de música pop de Filipinas formada en Ciudad Quezón en 1995, cuando trataron de establecer sus éxitos musicales en determinadas audiencias. De norte a sur, de este a oeste de las Filipinas y posiblemente, más allá, la música de Aegis ha sido conectada con el mayor número de público.
Entre el sentimiento de unidad lo que expresa Aegis, son escuchadas sus canciones. Con todas sus notas altas, actuaciones y toneladas de sentimientos. Los temas musicales de Aegis, conquistaron a corazones enamorados, como el despertar sobre el sentido innato del melodrama filipino, dibujo, tanto la empatía y la simpatía. Que los convierte en la verdadera expresión del espíritu filipino.

## Miembros
Juliet Sunot - Singer
Mercy Sunot - Singer
Ken Sunot - Singer
Stella Pabico - Keyboards
Vilma Goloviogo - Drums
Weng Adriano - Bass guitar
Rey Abenoja - Lead guitar

## Discografía

### Álbumes de Estudios
| Año  | Título del álbum      | Etiqueta      |
| ---- | --------------------- | ------------- |
| 1999 | "Halik"               | Alpha Records |
| 2000 | "Mahal Na Mahal Kita" | Alpha Records |
| 2001 | "Awit At Pag-ibig"    | Harmony Music |
| 2009 | "Back to Love"        | Alpha Records |

### Álbum Christmas
| Año  | Título del álbum | Etiqueta |
| ---- | ---------------- | -------- |
| 2000 | "Paskung-Paskò"  | -        |

### Compilación de álbumes
| Año  | Título del álbum | Etiqueta      |
| ---- | ---------------- | ------------- |
| 2002 | "Ating Balikan"  | Alpha Records |
| 2003 | "Muling Balikan" | Harmony Music |
| 2005 | "Greatest Hits"  | -             |

### Dance Álbum
| Año  | Título del álbum | Label         |
| ---- | ---------------- | ------------- |
| 2004 | "Ating Sayawin"  | Harmony Music |

## Síngles
- Halik
- Luha
- I Love You Na Lang sa Tago
- Basang-Basa sa Ulan
- Sinta
- Bakit? (Tanong Ko Sa Iyo)
- Mahal na Mahal Kita
- Munting Pangarap
- Maniwala Ka
- Bakit?
- Sa'yo Lamang
- Pababalik
- Minahal Kita
- Sayang na Sayang
- Usahay
- Dukha
- Bayan Ko
- Pagsubok
- Miss na Miss Kita
- Hesus
- May Bukas Pa
- You Raise Me Up
- Listen
- Total Eclipse of the Heart
- Light On
- Help
- One Moment in Time
- Alone
- Run To You